# Bezmirisna kamilica
Bezmirisna kamilica (bezmirisna titrica; koromačić zimski, goriguzica poljska, materičnjak, lat. Tripleurospermum inodorum, sin. Matricaria perforata, bazionim), vrsta glavočike nekada uključivana u rod kamilica, a danas rodu Tripleurospermum. Rasprostranjena je po Euroaziji i sjevernoj Africi. 
To je biljka koja naraste do 60 cm. visine, česta po strnim žitaricama, pa je smatraju korovom, ali se i uzgaja kao ukrasna biljka. Cvjeta od svibnja do listopada.
Raste i u Hrvatskoj gdje za nju postoje brojni narodni nazivi, i dva prihvaćena hrvatska naziva bezmirisna titrica i bezmirisna kamilica.

## Sinonimi
- Anthemis perforata (Merat) H. G. Loos
- Anthemis vulgaris Fl. Dan. ex Steud.
- Camomilla inodora (L.) Gilib.
- Chamaemelum inodorum (L.) Vis.
- Chamomilla inodora (L.) C. Koch
- Chamomilla praecox C. Koch
- Chrysanthemum grandiflorum Hook.
- Chrysanthemum inodorum L.
- Dibothrospermum agreste Knaf
- Dibothrospermum pusillum Knaf
- Gastrostylum praecox (M. Bieb.) Sch. Bip.
- Matricaria chamomilla L.
- Matricaria elegans Nym.
- Matricaria inodora L.
- Matricaria maritima Fries ex Nym.
- Matricaria maritima var. agrestis (Knaf) Wilmott
- Matricaria maritima subsp. inodora (L.)
- Matricaria perforata Mérat
- Matricaria pumila Nym.
- Matricaria salina Nym.
- Matricaria suaveolens Koch
- Pyrethrum inodorum Moench
- Rhytidospermum inodorum (L.) Sch. Bip.
- Trallesia matricarioides Zumag.
- Tripleurospermum bienne Knaf ex Nym.
- Tripleurospermum maritimum subsp. inodorum (L.) Appleq.
- Tripleurospermum perforatum (Mérat) G. Wagenitz
- Tripleurospermum perforatum (Mérat) M. Laínz
- Tripleurospermum praecox (M. Bieb.) Bornm.